# Llista de guanyadors de Grans Premis de motociclisme de velocitat

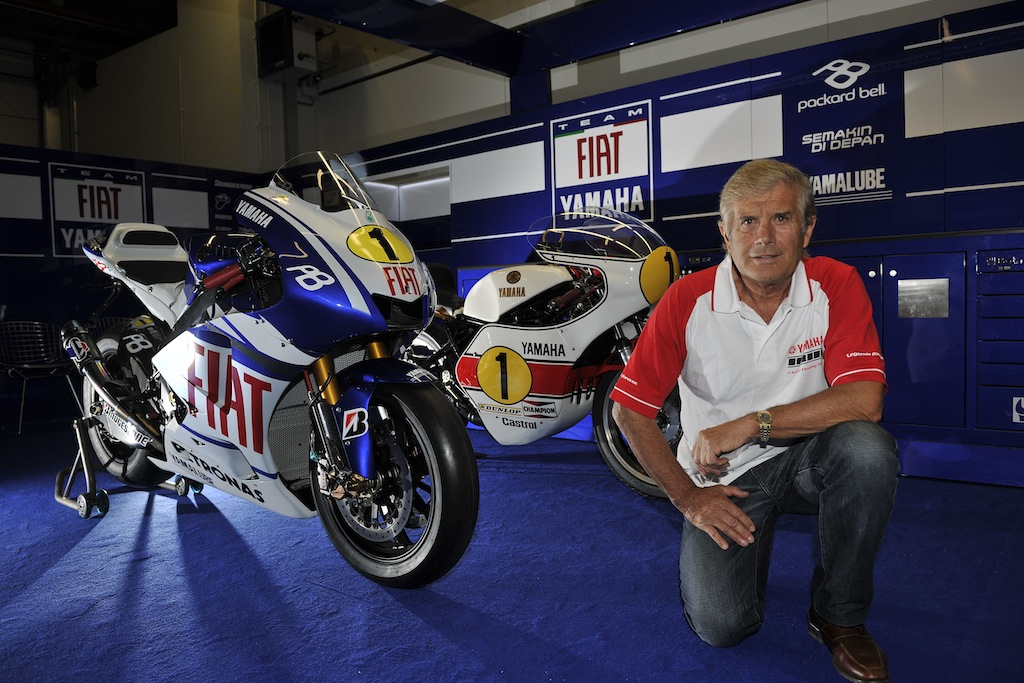
Giacomo Agostini, guanyador de 122 Grans Premis durant la seva carrera

Aquesta és una llista amb els guanyadors de Grans Premis de motociclisme de velocitat, ordenada com un rànquing. La llista aplega tots els pilots que han guanyat mai un Gran Premi puntuable per al Campionat del Món en qualsevol de les seves categories.

## Història
El Campionat del Món de motociclisme de velocitat és la màxima competició internacional de motociclisme de velocitat, dividit en tres categories a partir de la temporada de 1990: 125cc, 250cc i MotoGP. La categoria principal és MotoGP, substituta de l'anteriorment anomenada 500cc. Altres categories desaparegudes són les de 350cc, 80cc, 50cc i sidecars.
El campionat fou instaurat el 1949 per la secció esportiva de la Fédération Internationale de Motocyclisme (FIM), i és la competició de motor més antiga existent actualment. Les motocicletes emprades per a competir-hi són especialment dissenyades per a l'esport i no estan disponibles per al públic en general, ja que no poden ésser conduïdes legalment en carreteres públiques.

## Victòries per pilot
A 16 de març de 2025
| *       | Campió del món de MotoGP/500cc                  |
| daga    | Campió del món                                  |
| Negreta | El pilot està confirmat per a la temporada 2025 |

| Rànq. | País | Pilot                 | Victòries | Temporades actiu                        | Primera victòria                            | Darrera victòria                            |
| ----- | ---- | --------------------- | --------- | --------------------------------------- | ------------------------------------------- | ------------------------------------------- |
| 1     | ITA  | Giacomo Agostini*     | 122       | 1964–1977                               | 1965, 350cc, GP d'Alemanya                  | 1976, 500cc, GP d'Alemanya                  |
| 2     | ITA  | Valentino Rossi*      | 115       | 1996–2021                               | 1996, 125cc, GP de la República Txeca       | 2017, MotoGP, Dutch TT                      |
| 3     | ESP  | Ángel Nieto           | 90        | 1964–1986                               | 1969, 50cc, GP d'Alemanya Oriental          | 1985, 80cc, GP de França                    |
| 3     | CAT  | Marc Márquez*         | 90        | 2008–                                   | 2010, 125cc, GP d'Itàlia                    | 2025, MotoGP, GP de l'Argentina             |
| 5     | UK   | Mike Hailwood*        | 76        | 1958–1967                               | 1959, 125cc, GP de l'Ulster                 | 1967, 350cc, GP del Japó                    |
| 6     | IB   | Jorge Lorenzo*        | 68        | 2002–2019                               | 2003, 125cc, GP de Rio de Janeiro           | 2018, MotoGP, GP d'Àustria                  |
| 7     | AUS  | Mick Doohan*          | 54        | 1989–1999                               | 1990, 500cc, GP d'Hongria                   | 1998, 500cc, GP de l'Argentina              |
| 7     | CAT  | Dani Pedrosa          | 54        | 2001–2018 2021 2023–2024                | 2002, 125cc, Dutch TT                       | 2017, MotoGP, GP de la Comunitat Valenciana |
| 9     | UK   | Phil Read*            | 52        | 1961–1976                               | 1961, 350cc, TT de l'Illa de Man            | 1975, 500cc, GP de Txecoslovàquia           |
| 10    | RAN  | Jim Redman            | 45        | 1959–1966                               | 1961, 250cc, GP de Bèlgica                  | 1966, 500cc, Dutch TT                       |
| 10    | AUS  | Casey Stoner*         | 45        | 2001–2012                               | 2003, 125cc, GP de la Comunitat Valenciana  | 2012, MotoGP, GP d'Austràlia                |
| 12    | GER  | Anton Mang            | 42        | 1975–1988                               | 1976, 125cc, GP d'Alemanya                  | 1988, 250cc, GP del Japó                    |
| 12    | ITA  | Max Biaggi            | 42        | 1991–2005                               | 1992, 250cc, GP de Sud-àfrica               | 2004, MotoGP, GP d'Alemanya                 |
| 14    | ITA  | Carlo Ubbiali         | 39        | 1949–1960                               | 1950, 125cc, GP de l'Ulster                 | 1960, 250cc, GP de les Nacions              |
| 14    | ITA  | Francesco Bagnaia*    | 39        | 2013–                                   | 2016, Moto3, Dutch TT                       | 2024, MotoGP, GP de la Solidaritat          |
| 16    | UK   | John Surtees*         | 38        | 1952 1954–1960                          | 1955, 250cc, GP de l'Ulster                 | 1960, 500cc, GP de les Nacions              |
| 17    | VAL  | Jorge Martínez        | 37        | 1982–1997                               | 1984, 80cc, Dutch TT                        | 1994, 125cc, GP de l'Argentina              |
| 18    | ITA  | Luca Cadalora         | 34        | 1984–2000                               | 1986, 125cc, GP d'Alemanya                  | 1996, 500cc, GP d'Alemanya                  |
| 19    | UK   | Geoff Duke*           | 33        | 1950–1959                               | 1950, 500cc, TT de l'Illa de Man            | 1958, 500cc, GP de Suècia                   |
| 20    | ZAF  | Kork Ballington       | 31        | 1976–1982                               | 1976, 350cc, GP d'Espanya                   | 1980, 250cc, GP d'Alemanya                  |
| 20    | USA  | Eddie Lawson*         | 31        | 1983–1992                               | 1984, 500cc, GP de Sud-àfrica               | 1992, 500cc, GP d'Hongria                   |
| 22    | SUI  | Luigi Taveri          | 30        | 1954–1966                               | 1955, 125cc, GP d'Espanya                   | 1966, 125cc, GP de les Nacions              |
| 23    | ITA  | Loris Capirossi       | 29        | 1990–2011                               | 1990, 125cc, GP de Gran Bretanya            | 2007, MotoGP, GP del Japó                   |
| 24    | ITA  | Eugenio Lazzarini     | 27        | 1969–1984                               | 1973, 125cc, Dutch TT                       | 1983, 125cc, GP de Bèlgica                  |
| 24    | USA  | Freddie Spencer*      | 27        | 1980–1987 1989 1993                     | 1982, 500cc, GP de Bèlgica                  | 1985, 500cc, GP de Suècia                   |
| 24    | ITA  | Pier Paolo Bianchi    | 27        | 1973–1988                               | 1976, 125cc, GP d'Àustria                   | 1986, 80cc, GP de San Marino                |
| 27    | CAT  | Maverick Viñales      | 26        | 2011–                                   | 2011, 125cc, GP de França                   | 2024, MotoGP, GP de les Amèriques           |
| 28    | NZL  | Hugh Anderson         | 25        | 1960–1972                               | 1962, 50cc, GP de l'Argentina               | 1965, 125cc, GP del Japó                    |
| 28    | USA  | Kevin Schwantz*       | 25        | 1986–1995                               | 1988, 500cc, GP del Japó                    | 1994, 500cc, GP de Gran Bretanya            |
| 30    | ITA  | Walter Villa          | 24        | 1969–1980                               | 1974, 250cc, GP de les Nacions              | 1979, 250cc, GP de Veneçuela                |
| 30    | USA  | Kenny Roberts*        | 24        | 1974 1978–1983                          | 1978, 250cc, GP de Veneçuela                | 1983, 500cc, GP de San Marino               |
| 30    | USA  | Wayne Rainey*         | 24        | 1984 1988–1993                          | 1988, 500cc, GP de Gran Bretanya            | 1993, 500cc, GP de la República Txeca       |
| 30    | ITA  | Andrea Dovizioso      | 24        | 2001–2022                               | 2004, 125cc, GP de Sud-àfrica               | 2020, MotoGP, GP d'Àustria                  |
| 34    | UK   | Barry Sheene*         | 23        | 1971–1984                               | 1971, 125cc, GP de Bèlgica                  | 1981, 500cc, GP de Suècia                   |
| 35    | ITA  | Marco Melandri        | 22        | 1997–2010 2015                          | 1998, 125cc, Dutch TT                       | 2006, MotoGP, GP d'Austràlia                |
| 36    | UK   | Bill Ivy              | 21        | 1965–1969                               | 1966, 125cc, GP d'Espanya                   | 1968, 125cc, GP de les Nacions              |
| 36    | ITA  | Fausto Gresini        | 21        | 1983–1994                               | 1984, 125cc, GP de Suècia                   | 1992, 125cc, GP de Gran Bretanya            |
| 38    | ITA  | Tarquinio Provini     | 20        | 1954–1966                               | 1954, 125cc, GP d'Espanya                   | 1965, 250cc, GP de les Nacions              |
| 38    | CAT  | Àlex Crivillé*        | 20        | 1987–2001                               | 1989, 125cc, GP d'Austràlia                 | 2000, 500cc, GP de França                   |
| 38    | GER  | Ralf Waldmann         | 20        | 1986–2000 2002 2009                     | 1991, 125cc, GP d'Alemanya                  | 2000, 250cc, GP de Gran Bretanya            |
| 41    | RAN  | Gary Hocking*         | 19        | 1958–1962                               | 1959, 250cc, GP de Suècia                   | 1962, 500cc, TT de l'Illa de Man            |
| 41    | VAL  | Ricardo Tormo         | 19        | 1973–1984                               | 1977, 50cc, GP de Suècia                    | 1983, 50cc, GP de San Marino                |
| 41    | VEN  | Carlos Lavado         | 19        | 1983–1992                               | 1979, 350cc, GP de Veneçuela                | 1987, 250cc, GP de Iugoslàvia               |
| 44    | SWE  | Kent Andersson        | 18        | 1966–1975                               | 1969, 250cc, GP d'Alemanya                  | 1975, 125cc, GP de França                   |
| 44    | SUI  | Stefan Dörflinger     | 18        | 1973–1990                               | 1980, 50cc, GP de Bèlgica                   | 1988, 80cc, GP d'Espanya                    |
| 44    | AUS  | Wayne Gardner*        | 18        | 1983–1992                               | 1986, 500cc, GP d'Espanya                   | 1992, 500cc, GP de Gran Bretanya            |
| 44    | CAT  | Àlex Rins             | 18        | 2012–                                   | 2013, Moto3, GP de les Amèriques            | 2023, MotoGP, GP de les Amèriques           |
| 44    | ESP  | Jorge Martín*         | 18        | 2015–                                   | 2017, Moto3, GP de la Comunitat Valenciana  | 2024, MotoGP, GP d'Indonèsia                |
| 44    | COL  | David Alonso          | 18        | 2021–                                   | 2023, Moto3, GP de Gran Bretanya            | 2024, Moto3, GP de la Solidaritat           |
| 50    | JPN  | Tetsuya Harada        | 17        | 1990–2002                               | 1993, 250cc, GP d'Austràlia                 | 2001, 250cc, GP del Pacífic                 |
| 50    | JPN  | Daijiro Kato          | 17        | 1996–2003                               | 1997, 250cc, GP del Japó                    | 2001, 250cc, GP de Rio de Janeiro           |
| 50    | CAT  | Toni Elías            | 17        | 1999–2013 2015                          | 2001, 125cc, Dutch TT                       | 2010, Moto2, GP del Japó                    |
| 50    | SUI  | Thomas Lüthi          | 17        | 2002–2021                               | 2005, 125cc, GP de França                   | 2019, Moto2, GP de les Amèriques            |
| 50    | ZAF  | Brad Binder           | 17        | 2011–                                   | 2016, Moto3, GP d'Espanya                   | 2021, MotoGP, GP d'Àustria                  |
| 50    | PRT  | Miguel Oliveira       | 17        | 2011–                                   | 2015, Moto3, GP d'Itàlia                    | 2022, MotoGP, GP de Tailàndia               |
| 50    | FRA  | Johann Zarco          | 17        | 2009–                                   | 2011, 125cc, GP del Japó                    | 2023, MotoGP, GP d'Austràlia                |
| 57    | ESP  | Álvaro Bautista       | 16        | 2002–2018 2023                          | 2006, 125cc, GP d'Espanya                   | 2009, 250cc, GP de Catalunya                |
| 57    | VAL  | Nico Terol            | 16        | 2005–2014                               | 2008, 125cc, GP d'Indianapolis              | 2013, Moto2, GP de la Comunitat Valenciana  |
| 57    | FIN  | Mika Kallio           | 16        | 2001–2020                               | 2005, 125cc, GP de Portugal                 | 2014, Moto2, GP d'Indianapolis              |
| 57    | ESP  | Pedro Acosta          | 16        | 2021–                                   | 2021, Moto3, GP de Doha                     | 2023, Moto2, GP d'Indonèsia                 |
| 61    | GDR  | Ernst Degner          | 15        | 1957–1966                               | 1959, 125cc, GP de les Nacions              | 1965, 125cc, GP de l'Ulster                 |
| 61    | FIN  | Jarno Saarinen        | 15        | 1970–1973                               | 1971, 350cc, GP de Txecoslovàquia           | 1973, 250cc, GP d'Alemanya                  |
| 61    | CAT  | Sito Pons             | 15        | 1981–1991                               | 1984, 250cc, GP d'Espanya                   | 1989, 250cc, GP de Suècia                   |
| 61    | CAT  | Pol Espargaró         | 15        | 2006–2023                               | 2009, 125cc, GP d'Indianapolis              | 2013, Moto2, GP del Japó                    |
| 65    | GER  | Hans-Georg Anscheidt  | 14        | 1962–1968                               | 1962, 50cc, GP d'Espanya                    | 1968, 50cc, GP de Bèlgica                   |
| 65    | NED  | Jan de Vries          | 14        | 1968–1973                               | 1970, 50cc, GP de les Nacions               | 1973, 50cc, GP d'Espanya                    |
| 65    | GER  | Dieter Braun          | 14        | 1968–1976                               | 1969, 125cc, GP de Iugoslàvia               | 1976, 250cc, GP de Iugoslàvia               |
| 65    | VEN  | Johnny Cecotto        | 14        | 1975–1980                               | 1975, 250cc, GP de França                   | 1980, 350cc, GP de les Nacions              |
| 65    | GER  | Dirk Raudies          | 14        | 1989–1997                               | 1992, 125cc, GP del Brasil                  | 1995, 125cc, Dutch TT                       |
| 65    | ITA  | Marco Simoncelli      | 14        | 2002–2011                               | 2004, 125cc, GP d'Espanya                   | 2009, 250cc, GP d'Austràlia                 |
| 71    | USA  | Randy Mamola          | 13        | 1979–1992                               | 1980, 500cc, GP de Bèlgica                  | 1987, 500cc, GP de San Marino               |
| 71    | USA  | John Kocinski         | 13        | 1988–1999                               | 1989, 250cc, GP del Japó                    | 1994, 500cc, GP d'Austràlia                 |
| 71    | JPN  | Noboru Ueda           | 13        | 1991–2002                               | 1991, 125cc, GP del Japó                    | 2001, 125cc, GP d'Itàlia                    |
| 71    | CAT  | Tito Rabat            | 13        | 2005–2021                               | 2013, Moto2, GP d'Espanya                   | 2015, Moto2, GP de la Comunitat Valenciana  |
| 71    | ITA  | Andrea Iannone        | 13        | 2005–2019, 2024                         | 2008, 125cc, GP de la Xina                  | 2016, MotoGP, GP d'Àustria                  |
| 71    | ITA  | Romano Fenati         | 13        | 2012–2023                               | 2012, Moto3, GP d'Espanya                   | 2021, Moto3, GP de Gran Bretanya            |
| 71    | ITA  | Enea Bastianini       | 13        | 2014–                                   | 2015, Moto3, GP de San Marino               | 2024, MotoGP, GP d'Emília-Romanya           |
| 78    | UK   | Fergus Anderson       | 12        | 1949–1954                               | 1951, 500cc, GP de Suïssa                   | 1954, 350cc, GP d'Espanya                   |
| 78    | SMR  | Manuel Poggiali       | 12        | 1998–2008                               | 2001, 125cc, GP de França                   | 2004, 250cc, GP de Rio de Janeiro           |
| 78    | ITA  | Mattia Pasini         | 12        | 2002–2020 2022                          | 2005, 125cc, GP de la Xina                  | 2018, Moto2, GP de l'Argentina              |
| 78    | CAT  | Àlex Márquez          | 12        | 2012–                                   | 2013, Moto3, GP del Japó                    | 2019, Moto2, GP de la República Txeca       |
| 78    | IB   | Joan Mir*             | 12        | 2015–                                   | 2016, Moto3, GP d'Àustria                   | 2020, MotoGP, GP d'Europa                   |
| 78    | FRA  | Fabio Quartararo*     | 12        | 2015–                                   | 2018, Moto2, GP de Catalunya                | 2022, MotoGP, GP d'Alemanya                 |
| 84    | GER  | Werner Haas           | 11        | 1952–1954                               | 1952, 125cc, GP d'Alemanya                  | 1954, 250cc, GP d'Alemanya                  |
| 84    | UK   | Dave Simmonds         | 11        | 1966–1972                               | 1969, 125cc, GP d'Alemanya                  | 1971, 500cc, GP d'Espanya                   |
| 84    | JPN  | Takazumi Katayama     | 11        | 1974–1985                               | 1974, 250cc, GP de Suècia                   | 1982, 500cc, GP de Suècia                   |
| 84    | JPN  | Kazuto Sakata         | 11        | 1991–1999                               | 1993, 125cc, GP d'Espanya                   | 1998, 125cc, GP de Gran Bretanya            |
| 84    | JPN  | Youichi Ui            | 11        | 1995–2007                               | 2000, 125cc, GP del Japó                    | 2001, 125cc, GP de Rio de Janeiro           |
| 84    | ITA  | Franco Morbidelli     | 11        | 2013–                                   | 2017, Moto2, GP de Qatar                    | 2020, MotoGP, GP de la Comunitat Valenciana |
| 90    | UK   | Ralph Bryans          | 10        | 1963–1967                               | 1964, 50cc, Dutch TT                        | 1967, 250cc, GP del Japó                    |
| 90    | UK   | Rodney Gould          | 10        | 1967–1972                               | 1970, 250cc, GP de França                   | 1972, 250cc, GP de Suècia                   |
| 90    | AUS  | Gregg Hansford        | 10        | 1978–1981                               | 1978, 250cc, GP d'Espanya                   | 1979, 350cc, GP de Finlàndia                |
| 90    | JPN  | Masao Azuma           | 10        | 1996–2003                               | 1998, 125cc, GP d'Austràlia                 | 2002, 125cc, GP de Rio de Janeiro           |
| 90    | VAL  | Héctor Barberá        | 10        | 2002–2018                               | 2003, 125cc, GP de Gran Bretanya            | 2009, 250cc, GP de la Comunitat Valenciana  |
| 90    | ESP  | Raúl Fernández        | 10        | 2016–                                   | 2020, Moto3, GP d'Europa                    | 2021, Moto2, GP de la Comunitat Valenciana  |
| 90    | AUS  | Jack Miller           | 10        | 2011–                                   | 2014, Moto3, GP de Qatar                    | 2022, MotoGP, GP del Japó                   |
| 90    | ITA  | Dennis Foggia         | 10        | 2017–                                   | 2020, Moto3, GP de la República Txeca       | 2022, Moto3, GP de Tailàndia                |
| 90    | UK   | Sam Lowes             | 10        | 2014–2023                               | 2015, Moto2, GP de les Amèriques            | 2023, Moto2, GP d'Espanya                   |
| 90    | VAL  | Jaume Masià           | 10        | 2017–2024                               | 2019, Moto3, GP de l'Argentina              | 2023, Moto3, GP de Qatar                    |
| 90    | VAL  | Arón Canet            | 10        | 2016–                                   | 2017, Moto3, GP d'Espanya                   | 2024, Moto2, GP de la Solidaritat           |
| 101   | UK   | Bill Lomas            | 9         | 1950–1956                               | 1955, 350cc, TT de l'Illa de Man            | 1956, 350cc, GP de l'Ulster                 |
| 101   | NED  | Hans Spaan            | 9         | 1980–1994                               | 1989, 125cc, GP d'Àustria                   | 1990, 125cc, GP de Txecoslovàquia           |
| 101   | ITA  | Ezio Gianola          | 9         | 1983–1993                               | 1985, 125cc, GP de França                   | 1992, 125cc, GP de França                   |
| 101   | JPN  | Haruchika Aoki        | 9         | 1995–2002                               | 1995, 125cc, GP d'Austràlia                 | 1996, 125cc, GP de Rio de Janeiro           |
| 101   | ITA  | Roberto Locatelli     | 9         | 1994–2009                               | 1999, 125cc, GP de França                   | 2004, 125cc, GP d'Alemanya                  |
| 101   | CAT  | Sete Gibernau         | 9         | 1992–2006 2009                          | 2001, 500cc, GP de la Comunitat Valenciana  | 2004, MotoGP, GP de Qatar                   |
| 101   | HUN  | Gábor Talmácsi        | 9         | 2000–2010                               | 2005, 125cc, GP d'Itàlia                    | 2008, 125cc, GP de Malàisia                 |
| 101   | JPN  | Hiroshi Aoyama        | 9         | 2000–2017                               | 2005, 250cc, GP del Japó                    | 2009, 250cc, GP de Malàisia                 |
| 101   | IB   | Luis Salom            | 9         | 2009–2016                               | 2012, Moto3, GP d'Indianapolis              | 2013, Moto3, GP de Malàisia                 |
| 101   | ITA  | Marco Bezzecchi       | 9         | 2015–                                   | 2018, Moto3, GP de l'Argentina              | 2023, MotoGP, GP de l'Índia                 |
| 101   | ITA  | Tony Arbolino         | 9         | 2017–                                   | 2019, Moto3, GP d'Itàlia                    | 2023, Moto2, GP d'Austràlia                 |
| 101   | VAL  | Sergio García         | 9         | 2019–                                   | 2019, Moto3, GP de la Comunitat Valenciana  | 2024, Moto2, GP de França                   |
| 101   | ITA  | Celestino Vietti      | 9         | 2018–                                   | 2020, Moto3, GP d'Estíria                   | 2024, Moto2, GP de Malàisia                 |
| 114   | UK   | Leslie Graham*        | 8         | 1949–1953                               | 1949, 500cc, GP de Suïssa                   | 1953, 125cc, TT de l'Illa de Man            |
| 114   | FIN  | Teuvo Länsivuori      | 8         | 1969–1978                               | 1971, 350cc, GP d'Espanya                   | 1974, 500cc, GP de Suècia                   |
| 114   | ITA  | Paolo Pileri          | 8         | 1973–1979                               | 1975, 125cc, GP d'Espanya                   | 1978, 250cc, GP de Bèlgica                  |
| 114   | ITA  | Loris Reggiani        | 8         | 1980–1995                               | 1980, 125cc, GP de Gran Bretanya            | 1993, 250cc, GP de la República Txeca       |
| 114   | USA  | Kenny Roberts Jr.*    | 8         | 1993–2007                               | 1999, 500cc, GP de Malàisia                 | 2000, 500cc, GP del Pacífic                 |
| 114   | ESP  | Julián Simón          | 8         | 2002–2017                               | 2005, 125cc, GP de Gran Bretanya            | 2009, 125cc, GP de la Comunitat Valenciana  |
| 114   | VAL  | Héctor Faubel         | 8         | 2000–2012                               | 2006, 125cc, GP de Turquia                  | 2011, 125cc, GP d'Alemanya                  |
| 114   | UK   | Danny Kent            | 8         | 2010–2018                               | 2012, Moto3, GP del Japó                    | 2015, Moto3, GP de Gran Bretanya            |
| 114   | IB   | Izan Guevara          | 8         | 2021–                                   | 2021, Moto3, GP de les Amèriques            | 2022, Moto3, GP de la Comunitat Valenciana  |
| 114   | ITA  | Mattia Casadei        | 8         | 2021 2023                               | 2023, MotoE, GP de Gran Bretanya C2         | 2024, MotoE, GP de San Marino C1            |
| 114   | ESP  | Fermín Aldeguer       | 8         | 2021–                                   | 2023, Moto2, GP de Gran Bretanya            | 2024, Moto2, GP d'Austràlia                 |
| 125   | ITA  | Enrico Lorenzetti     | 7         | 1949–1957                               | 1951, 250cc, GP de les Nacions              | 1953, 250cc, GP d'Espanya                   |
| 125   | IRL  | Reg Armstrong         | 7         | 1949–1956                               | 1952, 500cc, TT de l'Illa de Man            | 1956, 500cc, GP d'Alemanya                  |
| 125   | AUS  | Kel Carruthers        | 7         | 1966–1970                               | 1969, 250cc, TT de l'Illa de Man            | 1970, 250cc, GP de l'Ulster                 |
| 125   | UK   | Chas Mortimer         | 7         | 1969–1979                               | 1971, 125cc, TT de l'Illa de Man            | 1976, 350cc, TT de l'Illa de Man            |
| 125   | NED  | Henk van Kessel       | 7         | 1972–1986                               | 1974, 50cc, GP de França                    | 1979, 50cc, GP de Bèlgica                   |
| 125   | ZAF  | Jon Ekerold           | 7         | 1975–1983                               | 1977, 250cc, GP de França                   | 1981, 350cc, GP de les Nacions              |
| 125   | ITA  | Franco Uncini*        | 7         | 1976–1985                               | 1977, 250cc, GP de les Nacions              | 1982, 500cc, GP de Gran Bretanya            |
| 125   | FRA  | Christian Sarron      | 7         | 1976–1990                               | 1977, 250cc, GP d'Alemanya                  | 1985, 500cc, GP d'Alemanya                  |
| 125   | FRA  | Olivier Jacque        | 7         | 1995–2005 2007                          | 1996, 250cc, GP del Brasil                  | 2000, 250cc, GP d'Austràlia                 |
| 125   | FRA  | Arnaud Vincent        | 7         | 1996–2006                               | 1999, 125cc, GP de Catalunya                | 2002, 125cc, GP de Malàisia                 |
| 125   | ITA  | Lucio Cecchinello     | 7         | 1993–1994 1996–2003                     | 1998, 125cc, GP de Madrid                   | 2003, 125cc, GP d'Itàlia                    |
| 125   | BRA  | Alex Barros           | 7         | 1986–2005 2007                          | 1993, 500cc, GP FIM                         | 2005, MotoGP, GP de Portugal                |
| 125   | ARG  | Sebastián Porto       | 7         | 1994–2006 2014                          | 2002, 250cc, GP de Rio de Janeiro           | 2005, 250cc, Dutch TT                       |
| 125   | GER  | Stefan Bradl          | 7         | 2005–2016 2018–2024                     | 2008, 125cc, GP de la República Txeca       | 2011, Moto2, GP de Gran Bretanya            |
| 125   | GER  | Sandro Cortese        | 7         | 2005–2017                               | 2011, 125cc, GP de la República Txeca       | 2012, Moto3, GP d'Austràlia                 |
| 125   | IB   | Augusto Fernández     | 7         | 2017–2024                               | 2019, Moto2, Dutch TT                       | 2022, Moto2, GP de Gran Bretanya            |
| 141   | SRA  | Ray Amm               | 6         | 1951–1955                               | 1952, 350cc, GP de les Nacions              | 1954, 350cc, GP d'Alemanya                  |
| 141   | ITA  | Umberto Masetti*      | 6         | 1949–1958                               | 1950, 500cc, GP de Bèlgica                  | 1955, 500cc, GP de les Nacions              |
| 141   | ITA  | Libero Liberati*      | 6         | 1953–1959                               | 1956, 350cc, GP de les Nacions              | 1957, 500cc, GP de les Nacions              |
| 141   | AUS  | Tom Phillis           | 6         | 1959–1962                               | 1961, 125cc, GP d'Espanya                   | 1961, 125cc, GP de l'Argentina              |
| 141   | NED  | Aalt Toersen          | 6         | 1967–1972                               | 1969, 50cc, GP d'Espanya                    | 1970, 50cc, GP de Txecoslovàquia            |
| 141   | ITA  | Renzo Pasolini        | 6         | 1964–1973                               | 1969, 250cc, Dutch TT                       | 1972, 250cc, GP d'Espanya                   |
| 141   | FRA  | Guy Bertin            | 6         | 1977–1988                               | 1979, 125cc, GP de Txecoslovàquia           | 1981, 125cc, GP de les Nacions              |
| 141   | ITA  | Marco Lucchinelli*    | 6         | 1975–1986                               | 1980, 500cc, GP d'Alemanya                  | 1981, 500cc, GP de Finlàndia                |
| 141   | GER  | Manfred Herweh        | 6         | 1980–1989                               | 1982, 350cc, GP d'Alemanya                  | 1984, 250cc, GP de San Marino               |
| 141   | ITA  | Doriano Romboni       | 6         | 1989–1998                               | 1990, 125cc, GP d'Alemanya                  | 1995, 250cc, GP del Brasil                  |
| 141   | JPN  | Tomomi Manako         | 6         | 1994–1999                               | 1996, 125cc, GP de Catalunya                | 1998, 250cc, GP de l'Argentina              |
| 141   | JPN  | Tadayuki Okada        | 6         | 1989–2000 2008                          | 1994, 250cc, GP del Japó                    | 1999, 500cc, GP d'Austràlia                 |
| 141   | JPN  | Shinya Nakano         | 6         | 1998–2008                               | 1999, 250cc, GP del Japó                    | 2000, 250cc, GP de la Comunitat Valenciana  |
| 141   | CAT  | Albert Arenas         | 6         | 2014 2016–                              | 2018, Moto3, GP de França                   | 2020, Moto3, GP d'Àustria                   |
| 141   | ITA  | Luca Marini           | 6         | 2013 2015–                              | 2018, Moto2, GP de Malàisia                 | 2020, Moto2, GP de Catalunya                |
| 141   | AUS  | Remy Gardner          | 6         | 2014–2022                               | 2020, Moto2, GP de Portugal                 | 2021, Moto2, GP de l'Algarve                |
| 141   | JPN  | Ai Ogura              | 6         | 2018–                                   | 2022, Moto2, GP d'Espanya                   | 2024, Moto2, GP de San Marino               |
| 158   | UK   | Freddie Frith         | 5         | 1949–1950                               | 1949, 350cc, TT de l'Illa de Man            | 1949, 350cc, GP de l'Ulster                 |
| 158   | ITA  | Dario Ambrosini       | 5         | 1949–1951                               | 1949, 250cc, GP de les Nacions              | 1951, 250cc, GP de Suïssa                   |
| 158   | AUT  | Rupert Hollaus        | 5         | 1953–1954                               | 1954, 125cc, TT de l'Illa de Man            | 1954, 250cc, GP de Suïssa                   |
| 158   | AUS  | Ken Kavanagh          | 5         | 1951–1956 1959                          | 1952, 350cc, GP de l'Ulster                 | 1956, 350cc, TT de l'Illa de Man            |
| 158   | UK   | Cecil Sandford        | 5         | 1950–1957                               | 1952, 125cc, TT de l'Illa de Man            | 1957, 250cc, GP de l'Ulster                 |
| 158   | UK   | Bob McIntyre          | 5         | 1953–1962                               | 1957, 350cc, TT de l'Illa de Man            | 1962, 250cc, GP de Bèlgica                  |
| 158   | UK   | John Hartle           | 5         | 1955–1961 1963–1964 1967–1968           | 1956, 500cc, GP de l'Ulster                 | 1963, 500cc, Dutch TT                       |
| 158   | NED  | Wil Hartog            | 5         | 1973–1981                               | 1977, 500cc, Dutch TT                       | 1980, 500cc, GP de Finlàndia                |
| 158   | FRA  | Jean-François Baldé   | 5         | 1973–1989                               | 1981, 250cc, GP de l'Argentina              | 1983, 250cc, GP de Sud-àfrica               |
| 158   | SUI  | Bruno Kneubühler      | 5         | 1972–1989                               | 1972, 350cc, GP d'Espanya                   | 1983, 125cc, GP de Suècia                   |
| 158   | AUT  | August Auinger        | 5         | 1978–1989                               | 1985, 125cc, GP d'Alemanya                  | 1986, 125cc, GP de San Marino               |
| 158   | CAT  | Carles Cardús         | 5         | 1983–1993                               | 1989, 250cc, GP de França                   | 1990, 250cc, GP de Txecoslovàquia           |
| 158   | GER  | Helmut Bradl          | 5         | 1986–1993                               | 1991, 250cc, GP d'Espanya                   | 1991, 250cc, GP Vitesse du Mans             |
| 158   | ITA  | Pierfrancesco Chili   | 5         | 1984–1995                               | 1989, 500cc, GP de les Nacions              | 1992, 250cc, GP de Gran Bretanya            |
| 158   | JPN  | Takeshi Tsujimura     | 5         | 1993–1998                               | 1993, 125cc, GP d'Àustria                   | 1994, 125cc, GP dels Estats Units           |
| 158   | GER  | Peter Öttl            | 5         | 1987–1997                               | 1989, 80cc, GP d'Alemanya                   | 1996, 125cc, GP d'Itàlia                    |
| 158   | JPN  | Masaki Tokudome       | 5         | 1994–2005                               | 1995, 125cc, GP de Rio de Janeiro           | 1996, 125cc, GP Imola                       |
| 158   | AUS  | Garry McCoy           | 5         | 1992–2004 2006                          | 1995, 125cc, GP de Malàisia                 | 2000, 500cc, GP de la Comunitat Valenciana  |
| 158   | JPN  | Tohru Ukawa           | 5         | 1994–2005                               | 1999, 250cc, GP de Catalunya                | 2002, MotoGP, GP de Sud-àfrica              |
| 158   | ESP  | Fonsi Nieto           | 5         | 1998–2004 2007 2010                     | 2002, 250cc, GP d'Espanya                   | 2003, 250cc, GP de Gran Bretanya            |
| 158   | ITA  | Stefano Perugini      | 5         | 1993–2004                               | 1996, 125cc, GP de Malàisia                 | 2003, 125cc, GP d'Alemanya                  |
| 158   | FRA  | Randy de Puniet       | 5         | 1998–2014                               | 2003, 250cc, GP de Catalunya                | 2005, 250cc, GP de Gran Bretanya            |
| 158   | FRA  | Mike Di Meglio        | 5         | 2003–2015                               | 2005, 125cc, GP de Turquia                  | 2008, 125cc, GP d'Austràlia                 |
| 158   | ITA  | Simone Corsi          | 5         | 2002–2022, 2024                         | 2007, 125cc, GP de Turquia                  | 2008, 125cc, GP de la Comunitat Valenciana  |
| 158   | GER  | Jonas Folger          | 5         | 2008–2017 2019 2023                     | 2011, 125cc, GP de Gran Bretanya            | 2016, Moto2, GP de la República Txeca       |
| 158   | ITA  | Lorenzo Baldassarri   | 5         | 2013–2021 2023                          | 2016, Moto2, GP de San Marino               | 2019, Moto2, GP d'Espanya                   |
| 158   | ITA  | Lorenzo Dalla Porta   | 5         | 2015–2023                               | 2018, Moto3, GP de San Marino               | 2019, Moto3, GP de Malàisia                 |
| 158   | VAL  | Héctor Garzó          | 5         | 2017–2018 2020–2021 2023–               | 2023, MotoE, GP d'Alemanya C2               | 2024, MotoE, GP d'Àustria C2                |
| 158   | UK   | Jake Dixon            | 5         | 2017 2019–                              | 2023, Moto2, Dutch TT                       | 2025, Moto3, GP de l'Argentina              |
| 187   | ITA  | Nello Pagani          | 4         | 1949–1955                               | 1949, 125cc, GP de Suïssa                   | 1949, 500cc, GP de les Nacions              |
| 187   | ITA  | Bruno Ruffo           | 4         | 1949–1952                               | 1949, 250cc, GP de Suïssa                   | 1951, 250cc, GP de l'Ulster                 |
| 187   | JPN  | Kunimitsu Takahashi   | 4         | 1960–1964                               | 1961, 250cc, GP d'Alemanya                  | 1962, 125cc, GP de França                   |
| 187   | CSK  | František Štastný     | 4         | 1957–1969                               | 1961, 350cc, GP d'Alemanya                  | 1966, 500cc, GP d'Alemanya Oriental         |
| 187   | JPN  | Yoshimi Katayama      | 4         | 1964–1967                               | 1966, 50cc, GP del Japó                     | 1967, 50cc, Dutch TT                        |
| 187   | NED  | Paul Lodewijkx        | 4         | 1967–1969                               | 1968, 50cc, Dutch TT                        | 1969, 50cc, GP de Iugoslàvia                |
| 187   | ESP  | Santiago Herrero      | 4         | 1968–1970                               | 1969, 250cc, GP d'Espanya                   | 1970, 250cc, GP de Iugoslàvia               |
| 187   | ITA  | Gilberto Parlotti     | 4         | 1969–1972                               | 1970, 125cc, GP de Txecoslovàquia           | 1972, 125cc, GP de França                   |
| 187   | HUN  | János Drapál          | 4         | 1969–1981                               | 1971, 250cc, GP de Txecoslovàquia           | 1973, 350cc, GP de Iugoslàvia               |
| 187   | SWE  | Börje Jansson         | 4         | 1969–1973                               | 1972, 250cc, GP d'Àustria                   | 1973, 125cc, GP de Suècia                   |
| 187   | AUS  | John Dodds            | 4         | 1966–1978                               | 1970, 125cc, GP d'Alemanya                  | 1974, 250cc, GP d'Espanya                   |
| 187   | GER  | Herbert Rittberger    | 4         | 1973–1977                               | 1974, 50cc, Dutch TT                        | 1977, 50cc, GP d'Alemanya                   |
| 187   | AUS  | Barry Smith           | 4         | 1965–1969 1979–1981                     | 1968, 50cc, TT de l'Illa de Man             | 1979, 125cc, GP de Bèlgica                  |
| 187   | BEL  | Didier de Radiguès    | 4         | 1980–1991                               | 1982, 350cc, GP de les Nacions              | 1983, 250cc, GP de Bèlgica                  |
| 187   | GER  | Gerhard Waibel        | 4         | 1979–1989                               | 1979, 50cc, GP d'Alemanya                   | 1987, 80cc, GP d'Alemanya                   |
| 187   | FRA  | Dominique Sarron      | 4         | 1985–1992                               | 1986, 250cc, GP de Gran Bretanya            | 1988, 250cc, GP del Brasil                  |
| 187   | CAT  | Emilio Alzamora       | 4         | 1994–2003                               | 1995, 125cc, GP de l'Argentina              | 2000, 125cc, GP de Portugal                 |
| 187   | ITA  | Roberto Rolfo         | 4         | 1996 1998–2005 2010 2012 2014           | 2003, 250cc, GP d'Alemanya                  | 2010, Moto2, GP de Malàisia                 |
| 187   | SMR  | Alex de Angelis       | 4         | 1999–2015 2017                          | 2006, 250cc, GP de la Comunitat Valenciana  | 2012, Moto2, GP de Malàisia                 |
| 187   | UK   | Scott Redding         | 4         | 2008–2018                               | 2008, 125cc, GP de Gran Bretanya            | 2013, Moto2, GP de Gran Bretanya            |
| 187   | ITA  | Niccolò Antonelli     | 4         | 2012–2022                               | 2015, Moto3, GP de la República Txeca       | 2019, Moto3, GP d'Espanya                   |
| 187   | UK   | John McPhee           | 4         | 2010–2022                               | 2016, Moto3, GP de la República Txeca       | 2022, Moto3, GP de Malàisia                 |
| 187   | ITA  | Fabio Di Giannantonio | 4         | 2015–                                   | 2018, Moto3, GP de la República Txeca       | 2023, MotoGP, GP de Qatar                   |
| 187   | ESP  | Daniel Holgado        | 4         | 2021–                                   | 2023, Moto3, GP de Portugal                 | 2024, Moto3, GP de Portugal                 |
| 187   | ITA  | Nicholas Spinelli     | 4         | 2023–                                   | 2023, MotoE, GP de San Marino C2            | 2024, MotoE, GP de França C2                |
| 187   | VAL  | Iván Ortolá           | 4         | 2022–                                   | 2023, Moto3, GP de les Amèriques            | 2024, Moto3, GP de Gran Bretanya            |
| 213   | UK   | Bob Foster            | 3         | 1949–1951                               | 1950, 350cc, GP de Bèlgica                  | 1950, 350cc, GP de l'Ulster                 |
| 213   | ITA  | Gianni Leoni          | 3         | 1949–1951                               | 1949, 125cc, GP de les Nacions              | 1951, 125cc, Dutch TT                       |
| 213   | UK   | Maurice Cann          | 3         | 1949–1952                               | 1949, 250cc, GP de l'Ulster                 | 1952, 250cc, GP de l'Ulster                 |
| 213   | ITA  | Alfredo Milani        | 3         | 1950–1957                               | 1951, 500cc, GP de França                   | 1953, 500cc, GP de Bèlgica                  |
| 213   | AUS  | Keith Campbell        | 3         | 1950–1958                               | 1957, 350cc, Dutch TT                       | 1957, 350cc, GP de l'Ulster                 |
| 213   | ITA  | Emilio Mendogni       | 3         | 1951–1953 1958–1960                     | 1952, 125cc, GP de les Nacions              | 1958, 250cc, GP de les Nacions              |
| 213   | UK   | Frank Perris          | 3         | 1960–1971                               | 1963, 125cc, GP del Japó                    | 1965, 125cc, GP de Txecoslovàquia           |
| 213   | CAN  | Michael Duff          | 3         | 1961–1967                               | 1964, 250cc, GP de Bèlgica                  | 1965, 250cc, GP de Finlàndia                |
| 213   | ITA  | Silvio Grassetti      | 3         | 1961–1963 1965–1973                     | 1969, 350cc, GP de Iugoslàvia               | 1971, 250cc, GP de Bèlgica                  |
| 213   | ITA  | Alberto Pagani        | 3         | 1959–1972                               | 1969, 500cc, GP de les Nacions              | 1972, 500cc, GP de Iugoslàvia               |
| 213   | UK   | Tommy Robb            | 3         | 1957–1959 1961–1973                     | 1962, 250cc, GP de l'Ulster                 | 1973, 125cc, TT de l'Illa de Man            |
| 213   | JPN  | Hideo Kanaya          | 3         | 1967 1972–1973 1975                     | 1972, 250cc, GP d'Alemanya                  | 1975, 500cc, GP d'Àustria                   |
| 213   | UK   | Charlie Williams      | 3         | 1972–1976 1980–1981                     | 1973, 250cc, TT de l'Illa de Man            | 1975, 350cc, TT de l'Illa de Man            |
| 213   | ITA  | Otello Buscherini     | 3         | 1970–1976                               | 1973, 125cc, GP de Txecoslovàquia           | 1975, 350cc, GP de Txecoslovàquia           |
| 213   | BEL  | Julien Vanzeebroeck   | 3         | 1974–1978                               | 1974, 50cc, GP de Finlàndia                 | 1976, 50cc, GP de Finlàndia                 |
| 213   | AUS  | Jack Findlay          | 3         | 1958–1978                               | 1971, 500cc, GP de l'Ulster                 | 1977, 500cc, GP d'Àustria                   |
| 213   | FRA  | Michel Rougerie       | 3         | 1972–1981                               | 1975, 250cc, GP de Finlàndia                | 1977, 350cc, GP d'Espanya                   |
| 213   | UK   | Mick Grant            | 3         | 1971–1984                               | 1975, 500cc, TT de l'Illa de Man            | 1977, 250cc, GP de Suècia                   |
| 213   | USA  | Pat Hennen            | 3         | 1976–1978                               | 1976, 500cc, GP de Finlàndia                | 1978, 500cc, GP d'Espanya                   |
| 213   | ITA  | Graziano Rossi        | 3         | 1977–1982                               | 1979, 250cc, GP de Iugoslàvia               | 1979, 250cc, GP de Suècia                   |
| 213   | NED  | Theo Timmer           | 3         | 1972–1987                               | 1972, 50cc, GP d'Alemanya Oriental          | 1981, 50cc, GP de Txecoslovàquia            |
| 213   | FRA  | Patrick Fernandez     | 3         | 1975–1985                               | 1979, 350cc, GP de França                   | 1984, 250cc, GP de Sud-àfrica               |
| 213   | GER  | Martin Wimmer         | 3         | 1980–1991                               | 1982, 250cc, GP de Gran Bretanya            | 1987, 250cc, GP d'Espanya                   |
| 213   | CAT  | Joan Garriga          | 3         | 1984–1993                               | 1988, 250cc, GP Expo 92                     | 1988, 250cc, GP de Txecoslovàquia           |
| 213   | SUI  | Jacques Cornu         | 3         | 1980–1990                               | 1988, 250cc, GP d'Àustria                   | 1989, 250cc, GP de Bèlgica                  |
| 213   | GER  | Reinhold Roth         | 3         | 1979–1990                               | 1987, 250cc, GP de França                   | 1989, 250cc, GP de Txecoslovàquia           |
| 213   | ITA  | Alessandro Gramigni   | 3         | 1990–1997                               | 1991, 125cc, GP de Txecoslovàquia           | 1992, 125cc, GP d'Hongria                   |
| 213   | FRA  | Jean-Philippe Ruggia  | 3         | 1987–1998                               | 1993, 250cc, GP de Gran Bretanya            | 1994, 250cc, GP d'Espanya                   |
| 213   | AUS  | Daryl Beattie         | 3         | 1989–1997                               | 1993, 500cc, GP d'Alemanya                  | 1995, 500cc, GP d'Alemanya                  |
| 213   | JPN  | Norifumi Abe          | 3         | 1994–2004                               | 1996, 500cc, GP del Japó                    | 2000, 500cc, GP del Japó                    |
| 213   | ITA  | Simone Sanna          | 3         | 1997–2004                               | 2000, 125cc, GP de Catalunya                | 2001, 125cc, GP d'Alemanya                  |
| 213   | USA  | Nicky Hayden*         | 3         | 2003–2016                               | 2005, MotoGP, GP dels Estats Units          | 2006, MotoGP, GP dels Estats Units          |
| 213   | VAL  | Sergio Gadea          | 3         | 2003–2011 2013                          | 2007, 125cc, GP de França                   | 2009, 125cc, Dutch TT                       |
| 213   | JPN  | Yuki Takahashi        | 3         | 2001–2015                               | 2006, 250cc, GP de França                   | 2010, Moto2, GP de Catalunya                |
| 213   | UK   | Bradley Smith         | 3         | 2006–2020                               | 2009, 125cc, GP d'Espanya                   | 2010, 125cc, GP de la Comunitat Valenciana  |
| 213   | UK   | Cal Crutchlow         | 3         | 2011–2022                               | 2016, MotoGP, GP de la República Txeca      | 2018, MotoGP, GP de l'Argentina             |
| 213   | JPN  | Tatsuki Suzuki        | 3         | 2015–2024                               | 2019, Moto3, GP de San Marino               | 2023, Moto3, GP de l'Argentina              |
| 213   | CAT  | Jordi Torres          | 3         | 2010–2014 2018 2023–                    | 2013, Moto2, GP d'Alemanya                  | 2023, MotoE, GP d'Alemanya C1               |
| 213   | ITA  | Matteo Ferrari        | 3         | 2013–2015 2023–                         | 2023, MotoE, GP de França C2                | 2023, MotoE, Dutch TT C2                    |
| 213   | CAT  | Aleix Espargaró       | 3         | 2004–2024                               | 2022, MotoGP, GP de l'Argentina             | 2023, MotoGP, GP de Catalunya               |
| 213   | TUR  | Deniz Öncü            | 3         | 2019–                                   | 2023, Moto3, GP d'Alemanya                  | 2023, Moto3, GP d'Austràlia                 |
| 213   | JPN  | Ayumu Sasaki          | 3         | 2016–                                   | 2022, Moto3, Dutch TT                       | 2023, Moto3, GP de la Comunitat Valenciana  |
| 213   | ESP  | Alonso López          | 3         | 2018–                                   | 2022, Moto2, GP de San Marino               | 2024, Moto2, GP de Qatar                    |
| 213   | SPA  | Oscar Gutiérrez       | 3         | 2023–                                   | 2024, MotoE, GP de Catalunya C1             | 2024, MotoE, GP de San Marino C2            |
| 257   | UK   | Tommy Wood            | 2         | 1949–1954                               | 1951, 350cc, GP d'Espanya                   | 1951, 250cc, TT de l'Illa de Man            |
| 257   | UK   | Bill Doran            | 2         | 1949 1951–1953                          | 1949, 500cc, GP de Bèlgica                  | 1951, 350cc, Dutch TT                       |
| 257   | UK   | Cromie McCandless     | 2         | 1949–1952                               | 1951, 125cc, TT de l'Illa de Man            | 1952, 500cc, GP de l'Ulster                 |
| 257   | FRA  | Pierre Monneret       | 2         | 1953–1956                               | 1954, 350cc, GP de França                   | 1954, 500cc, GP de França                   |
| 257   | UK   | Dickie Dale           | 2         | 1950 1953–1960                          | 1954, 500cc, GP d'Espanya                   | 1955, 350cc, GP de les Nacions              |
| 257   | ITA  | Alberto Gandossi      | 2         | 1958 1960                               | 1958, 125cc, GP de Bèlgica                  | 1958, 125cc, GP de Suècia                   |
| 257   | NED  | Jan Huberts           | 2         | 1960–1962 1968–1969 1971–1975 1977 1979 | 1962, 50cc, GP de França                    | 1962, 50cc, GP d'Alemanya Oriental          |
| 257   | UK   | Arthur Wheeler        | 2         | 1951–1962                               | 1954, 250cc, GP de les Nacions              | 1962, 250cc, GP de l'Argentina              |
| 257   | UK   | Alan Shepherd         | 2         | 1957 1960–1964                          | 1962, 500cc, GP de Finlàndia                | 1964, 250cc, GP dels Estats Units           |
| 257   | UK   | Stuart Graham         | 2         | 1962 1966–1967                          | 1967, 50cc, TT de l'Illa de Man             | 1967, 125cc, GP de Finlàndia                |
| 257   | JPN  | Mitsuo Itoh           | 2         | 1962–1967                               | 1963, 50cc, TT de l'Illa de Man             | 1967, 50cc, GP del Japó                     |
| 257   | ITA  | Angelo Bergamonti     | 2         | 1967–1970                               | 1970, 350cc, GP d'Espanya                   | 1970, 500cc, GP d'Espanya                   |
| 257   | CAT  | Salvador Cañellas     | 2         | 1968–1970                               | 1968, 125cc, GP d'Espanya                   | 1970, 50cc, GP d'Espanya                    |
| 257   | GER  | Helmut Kassner        | 2         | 1974                                    | 1974, 250cc, GP d'Alemanya                  | 1974, 350cc, GP d'Alemanya                  |
| 257   | UK   | Tony Rutter           | 2         | 1969–1976                               | 1973, 350cc, TT de l'Illa de Man            | 1974, 350cc, TT de l'Illa de Man            |
| 257   | UK   | Tom Herron            | 2         | 1971–1979                               | 1976, 350cc, TT de l'Illa de Man            | 1976, 500cc, TT de l'Illa de Man            |
| 257   | ITA  | Gianfranco Bonera     | 2         | 1973–1980                               | 1974, 500cc, GP de les Nacions              | 1976, 250cc, GP d'Espanya                   |
| 257   | ITA  | Virginio Ferrari      | 2         | 1976–1989                               | 1978, 500cc, GP d'Alemanya                  | 1979, 500cc, Dutch TT                       |
| 257   | NED  | Jack Middelburg       | 2         | 1977–1983                               | 1980, 500cc, Dutch TT                       | 1981, 500cc, GP de Gran Bretanya            |
| 257   | FRA  | Éric Saul             | 2         | 1977–1986                               | 1981, 250cc, GP de les Nacions              | 1982, 350cc, GP d'Àustria                   |
| 257   | VEN  | Iván Palazzese        | 2         | 1977–1989                               | 1982, 125cc, GP de Suècia                   | 1982, 125cc, GP de Finlàndia                |
| 257   | ITA  | Maurizio Vitali       | 2         | 1981–1993                               | 1983, 125cc, GP de San Marino               | 1984, 125cc, GP de San Marino               |
| 257   | VAL  | Manuel Herreros       | 2         | 1984–1991                               | 1986, 50cc, GP d'Alemanya                   | 1987, 80cc, GP de San Marino                |
| 257   | EUS  | Herri Torrontegui     | 2         | 1985–1996                               | 1989, 80cc, GP d'Espanya                    | 1989, 80cc, GP de Txecoslovàquia            |
| 257   | CAT  | Carles Checa          | 2         | 1993–2007 2010                          | 1996, 500cc, GP de Catalunya                | 1998, 500cc, GP de Madrid                   |
| 257   | ITA  | Gianluigi Scalvini    | 2         | 1993–2002                               | 1999, 125cc, GP de la Comunitat Valenciana  | 1999, 125cc, GP de Sud-àfrica               |
| 257   | JPN  | Makoto Tamada         | 2         | 1998–2007                               | 2004, MotoGP, GP de Rio de Janeiro          | 2004, MotoGP, GP del Japó                   |
| 257   | CZE  | Lukáš Pešek           | 2         | 2002–2010 2013                          | 2007, 125cc, GP de la Xina                  | 2007, 125cc, GP d'Austràlia                 |
| 257   | VAL  | Àlex Debón            | 2         | 1996–2010                               | 2008, 250cc, GP de França                   | 2008, 250cc, GP de la República Txeca       |
| 257   | AUS  | Anthony West          | 2         | 1998–2008 2010–2016                     | 2003, 250cc, Dutch TT                       | 2014, Moto2, Dutch TT                       |
| 257   | EUS  | Efrén Vázquez         | 2         | 2007–2016                               | 2014, Moto3, GP d'Indianapolis              | 2014, Moto3, GP de Malàisia                 |
| 257   | FRA  | Alexis Masbou         | 2         | 2003–2016                               | 2014, Moto3, GP de la República Txeca       | 2015, Moto3, GP de Qatar                    |
| 257   | MYS  | Khairul Idham Pawi    | 2         | 2015–2020                               | 2016, Moto3, GP de l'Argentina              | 2016, Moto3, GP d'Alemanya                  |
| 257   | VAL  | Jorge Navarro         | 2         | 2012–2022                               | 2016, Moto3, GP de Catalunya                | 2016, Moto3, GP de l'Aragó                  |
| 257   | JPN  | Takaaki Nakagami      | 2         | 2007–2009 2011–2024                     | 2016, Moto2, Dutch TT                       | 2017, Moto2, GP de Gran Bretanya            |
| 257   | ESP  | Marcos Ramírez        | 2         | 2014 2016–                              | 2019, Moto3, GP de Catalunya                | 2019, Moto3, GP de Gran Bretanya            |
| 257   | ITA  | Danilo Petrucci       | 2         | 2012–2023                               | 2019, MotoGP, GP d'Itàlia                   | 2020, MotoGP, GP de França                  |
| 257   | ITA  | Andrea Migno          | 2         | 2013–2024                               | 2017, Moto3, GP d'Itàlia                    | 2022, Moto3, GP de Qatar                    |
| 257   | ITA  | Andrea Mantovani      | 2         | 2023–                                   | 2023, MotoE, GP d'Itàlia C1                 | 2023, MotoE, GP de Catalunya C1             |
| 257   | THA  | Somkiat Chantra       | 2         | 2018–                                   | 2022, Moto2, GP d'Indonèsia                 | 2023, Moto2, GP del Japó                    |
| 257   | NED  | Collin Veijer         | 2         | 2023–                                   | 2023, Moto3, GP de Malàisia                 | 2024, Moto3, GP d'Espanya                   |
| 257   | ITA  | Kevin Zannoni         | 2         | 2017–2019 2021–                         | 2024, MotoE, GP de Catalunya C2             | 2024, MotoE, GP d'Itàlia C2                 |
| 257   | USA  | Joe Roberts           | 2         | 2017–                                   | 2022, Moto2, GP de Portugal                 | 2024, Moto2, GP d'Itàlia                    |
| 257   | ESP  | José Antonio Rueda    | 2         | 2021–                                   | 2024, Moto3, GP de l'Aragó                  | 2025, Moto3, GP de Tailàndia                |
| 257   | ESP  | Manuel González       | 2         | 2021–                                   | 2024, Moto2, GP del Japó                    | 2025, Moto2, GP de Tailàndia                |
| 257   | VAL  | Ángel Piqueras        | 2         | 2024–                                   | 2024, Moto3, GP de San Marino               | 2025, Moto3, GP de l'Argentina              |
| 303   | IRL  | Manliffe Barrington   | 1         | 1949–1951                               | 1949, 250cc, TT de l'Illa de Man            | 1949, 250cc, TT de l'Illa de Man            |
| 303   | UK   | Harold Daniell        | 1         | 1949–1950                               | 1949, 500cc, TT de l'Illa de Man            | 1949, 500cc, TT de l'Illa de Man            |
| 303   | UK   | Artie Bell            | 1         | 1949–1950                               | 1950, 350cc, TT de l'Illa de Man            | 1950, 350cc, TT de l'Illa de Man            |
| 303   | ITA  | Guido Leoni           | 1         | 1949–1951                               | 1951, 125cc, GP d'Espanya                   | 1951, 125cc, GP d'Espanya                   |
| 303   | UK   | Jack Brett            | 1         | 1949–1960                               | 1952, 500cc, GP de Suïssa                   | 1952, 500cc, GP de Suïssa                   |
| 303   | GER  | Rudi Felgenheier      | 1         | 1952                                    | 1952, 250cc, GP d'Alemanya                  | 1952, 250cc, GP d'Alemanya                  |
| 303   | NZL  | Ken Mudford           | 1         | 1951–1953                               | 1953, 350cc, GP de l'Ulster                 | 1953, 350cc, GP de l'Ulster                 |
| 303   | ITA  | Angelo Copeta         | 1         | 1952–1955                               | 1953, 125cc, GP d'Espanya                   | 1953, 125cc, GP d'Espanya                   |
| 303   | NZL  | Rod Coleman           | 1         | 1951–1956                               | 1954, 350cc, TT de l'Illa de Man            | 1954, 350cc, TT de l'Illa de Man            |
| 303   | ITA  | Guido Sala            | 1         | 1952 1954 1957                          | 1954, 125cc, GP de les Nacions              | 1954, 125cc, GP de les Nacions              |
| 303   | ITA  | Duilio Agostini       | 1         | 1953–1955                               | 1955, 350cc, GP de França                   | 1955, 350cc, GP de França                   |
| 303   | GER  | Hermann Paul Müller   | 1         | 1952–1955                               | 1955, 250cc, GP d'Alemanya                  | 1955, 250cc, GP d'Alemanya                  |
| 303   | ITA  | Giuseppe Colnago      | 1         | 1952–1953 1955 1957                     | 1955, 500cc, GP de Bèlgica                  | 1955, 500cc, GP de Bèlgica                  |
| 303   | ITA  | Romolo Ferri          | 1         | 1951–1952 1954–1956 1958                | 1956, 125cc, GP d'Alemanya                  | 1956, 125cc, GP d'Alemanya                  |
| 303   | GER  | Horst Fügner          | 1         | 1957–1959                               | 1958, 250cc, GP de Suècia                   | 1958, 250cc, GP de Suècia                   |
| 303   | ITA  | Bruno Spaggiari       | 1         | 1958–1960 1965 1968–1969 1972           | 1958, 125cc, GP de les Nacions              | 1958, 125cc, GP de les Nacions              |
| 303   | ITA  | Remo Venturi          | 1         | 1955–1960 1962–1965                     | 1960, 500cc, Dutch TT                       | 1960, 500cc, Dutch TT                       |
| 303   | ARG  | Jorge Kissling        | 1         | 1961–1963                               | 1961, 500cc, GP de l'Argentina              | 1961, 500cc, GP de l'Argentina              |
| 303   | UK   | Derek Minter          | 1         | 1957–1967                               | 1962, 250cc, TT de l'Illa de Man            | 1962, 250cc, TT de l'Illa de Man            |
| 303   | JPN  | Teisuke Tanaka        | 1         | 1960–1962 1964                          | 1962, 125cc, GP de les Nacions              | 1962, 125cc, GP de les Nacions              |
| 303   | ARG  | Benedicto Caldarella  | 1         | 1961–1964                               | 1962, 500cc, GP de l'Argentina              | 1962, 500cc, GP de l'Argentina              |
| 303   | JPN  | Isao Morishita        | 1         | 1962–1964 1966–1967                     | 1963, 50cc, GP de Bèlgica                   | 1963, 50cc, GP de Bèlgica                   |
| 303   | AUT  | Bert Schneider        | 1         | 1961–1964                               | 1963, 125cc, GP de Bèlgica                  | 1963, 125cc, GP de Bèlgica                  |
| 303   | JPN  | Fumio Ito             | 1         | 1960–1961 1963                          | 1963, 250cc, GP de Bèlgica                  | 1963, 250cc, GP de Bèlgica                  |
| 303   | AUS  | Jack Ahearn           | 1         | 1954–1955 1958 1962–1966 1974           | 1964, 500cc, GP de Finlàndia                | 1964, 500cc, GP de Finlàndia                |
| 303   | NZL  | Ginger Molloy         | 1         | 1965–1970                               | 1965, 250cc, GP de l'Ulster                 | 1965, 250cc, GP de l'Ulster                 |
| 303   | UK   | Dick Creith           | 1         | 1964–1965                               | 1965, 500cc, GP de l'Ulster                 | 1965, 500cc, GP de l'Ulster                 |
| 303   | JPN  | Hiroshi Hasegawa      | 1         | 1963–1966                               | 1966, 250cc, GP del Japó                    | 1966, 250cc, GP del Japó                    |
| 303   | NED  | Cees van Dongen       | 1         | 1964 1966–1979 1981                     | 1969, 125cc, GP d'Espanya                   | 1969, 125cc, GP d'Espanya                   |
| 303   | FRA  | Jean Auréal           | 1         | 1969                                    | 1969, 125cc, GP de França                   | 1969, 125cc, GP de França                   |
| 303   | UK   | Godfrey Nash          | 1         | 1968–1971                               | 1969, 500cc, GP de Iugoslàvia               | 1969, 500cc, GP de Iugoslàvia               |
| 303   | UK   | Tony Jefferies        | 1         | 1970–1971                               | 1971, 350cc, TT de l'Illa de Man            | 1971, 350cc, TT de l'Illa de Man            |
| 303   | UK   | Ray McCullough        | 1         | 1969–1973                               | 1971, 250cc, GP de l'Ulster                 | 1971, 250cc, GP de l'Ulster                 |
| 303   | UK   | Peter Williams        | 1         | 1966–1971                               | 1971, 350cc, GP de l'Ulster                 | 1971, 350cc, GP de l'Ulster                 |
| 303   | SUI  | Gyula Marsovszky      | 1         | 1963–1971                               | 1971, 250cc, GP de les Nacions              | 1971, 250cc, GP de les Nacions              |
| 303   | NED  | Jan Bruins            | 1         | 1970–1975                               | 1972, 50cc, GP de Iugoslàvia                | 1972, 50cc, GP de Iugoslàvia                |
| 303   | NZL  | Kim Newcombe          | 1         | 1972–1973                               | 1973, 500cc, GP de Iugoslàvia               | 1973, 500cc, GP de Iugoslàvia               |
| 303   | NED  | Jos Schurgers         | 1         | 1968–1975                               | 1973, 125cc, GP de Bèlgica                  | 1973, 125cc, GP de Bèlgica                  |
| 303   | BRA  | Adu Celso             | 1         | 1972–1975                               | 1973, 350cc, GP d'Espanya                   | 1973, 350cc, GP d'Espanya                   |
| 303   | GER  | Ingo Emmerich         | 1         | 1974–1980                               | 1974, 50cc, GP d'Alemanya                   | 1974, 50cc, GP d'Alemanya                   |
| 303   | GER  | Fritz Reitmaier       | 1         | 1974                                    | 1974, 125cc, GP d'Alemanya                  | 1974, 125cc, GP d'Alemanya                  |
| 303   | GER  | Edmund Czihak         | 1         | 1974                                    | 1974, 500cc, GP d'Alemanya                  | 1974, 500cc, GP d'Alemanya                  |
| 303   | UK   | Phil Carpenter        | 1         | 1974                                    | 1974, 500cc, TT de l'Illa de Man            | 1974, 500cc, TT de l'Illa de Man            |
| 303   | GER  | Gerhard Thurow        | 1         | 1969–1975                               | 1974, 50cc, GP de Bèlgica                   | 1974, 50cc, GP de Bèlgica                   |
| 303   | CAT  | Benjamí Grau          | 1         | 1967–1975                               | 1974, 125cc, GP d'Espanya                   | 1974, 125cc, GP d'Espanya                   |
| 303   | CAT  | Víctor Palomo         | 1         | 1972–1977                               | 1974, 350cc, GP d'Espanya                   | 1974, 350cc, GP d'Espanya                   |
| 303   | SWE  | Leif Gustafsson       | 1         | 1973–1976 1978                          | 1975, 125cc, GP de Txecoslovàquia           | 1975, 125cc, GP de Txecoslovàquia           |
| 303   | FIN  | Pentti Korhonen       | 1         | 1969–1970 1972–1979                     | 1975, 350cc, GP de Iugoslàvia               | 1975, 350cc, GP de Iugoslàvia               |
| 303   | SUI  | Ulrich Graf           | 1         | 1970–1977                               | 1976, 50cc, GP de Iugoslàvia                | 1976, 50cc, GP de Iugoslàvia                |
| 303   | FRA  | Olivier Chevallier    | 1         | 1972–1979                               | 1976, 350cc, GP de Iugoslàvia               | 1976, 350cc, GP de Iugoslàvia               |
| 303   | UK   | John Williams         | 1         | 1968–1978                               | 1976, 500cc, GP de Bèlgica                  | 1976, 500cc, GP de Bèlgica                  |
| 303   | UK   | John Newbold          | 1         | 1974–1980                               | 1976, 500cc, GP de Txecoslovàquia           | 1976, 500cc, GP de Txecoslovàquia           |
| 303   | ZAF  | Alan North            | 1         | 1975–1977 1979–1983                     | 1977, 350cc, GP de les Nacions              | 1977, 350cc, GP de les Nacions              |
| 303   | ITA  | Mario Lega            | 1         | 1973–1978                               | 1977, 250cc, GP de Iugoslàvia               | 1977, 250cc, GP de Iugoslàvia               |
| 303   | ITA  | Pierluigi Conforti    | 1         | 1975–1982                               | 1977, 125cc, GP de Gran Bretanya            | 1977, 125cc, GP de Gran Bretanya            |
| 303   | AUT  | Edi Stöllinger        | 1         | 1977–1981                               | 1979, 250cc, GP de Bèlgica                  | 1979, 250cc, GP de Bèlgica                  |
| 303   | NZL  | Dennis Ireland        | 1         | 1978–1979, 1983                         | 1979, 500cc, GP de Bèlgica                  | 1979, 500cc, GP de Bèlgica                  |
| 303   | NED  | Boet van Dulmen       | 1         | 1974–1986                               | 1979, 500cc, GP de Finlàndia                | 1979, 500cc, GP de Finlàndia                |
| 303   | FRA  | Jean-Claude Selini    | 1         | 1980–1990                               | 1982, 125cc, GP de França                   | 1982, 125cc, GP de França                   |
| 303   | FRA  | Jean-Louis Tournadre  | 1         | 1980–1986                               | 1982, 250cc, GP de França                   | 1982, 250cc, GP de França                   |
| 303   | SUI  | Michel Frutschi       | 1         | 1977–1983                               | 1982, 500cc, GP de França                   | 1982, 500cc, GP de França                   |
| 303   | SUI  | Roland Freymond       | 1         | 1977–1986                               | 1982, 250cc, GP de Suècia                   | 1982, 250cc, GP de Suècia                   |
| 303   | UK   | Alan Carter           | 1         | 1983–1990                               | 1983, 250cc, GP de França                   | 1983, 250cc, GP de França                   |
| 303   | FRA  | Hervé Guilleux        | 1         | 1979–1987                               | 1983, 250cc, GP d'Espanya                   | 1983, 250cc, GP d'Espanya                   |
| 303   | FRA  | Jacques Bolle         | 1         | 1979–1984                               | 1983, 250cc, GP de Gran Bretanya            | 1983, 250cc, GP de Gran Bretanya            |
| 303   | ITA  | Fausto Ricci          | 1         | 1984–1994                               | 1984, 250cc, GP de les Nacions              | 1984, 250cc, GP de les Nacions              |
| 303   | AUT  | Gerd Kafka            | 1         | 1984–1986                               | 1985, 80cc, Dutch TT                        | 1985, 80cc, Dutch TT                        |
| 303   | ITA  | Domenico Brigaglia    | 1         | 1982–1990                               | 1986, 125cc, GP de Bèlgica                  | 1986, 125cc, GP de Bèlgica                  |
| 303   | UK   | Ian McConnachie       | 1         | 1985–1991                               | 1986, 80cc, GP de Gran Bretanya             | 1986, 80cc, GP de Gran Bretanya             |
| 303   | JPN  | Tadahiko Taira        | 1         | 1984–1991                               | 1986, 250cc, GP de San Marino               | 1986, 250cc, GP de San Marino               |
| 303   | JPN  | Masaru Kobayashi      | 1         | 1987–1989                               | 1987, 250cc, GP del Japó                    | 1987, 250cc, GP del Japó                    |
| 303   | ITA  | Paolo Casoli          | 1         | 1984 1986–1993                          | 1987, 125cc, GP de Portugal                 | 1987, 125cc, GP de Portugal                 |
| 303   | USA  | Jim Filice            | 1         | 1988–1989 1991 1993–1995                | 1988, 250cc, GP dels Estats Units           | 1988, 250cc, GP dels Estats Units           |
| 303   | AUS  | Kevin Magee           | 1         | 1987–1991 1993                          | 1988, 500cc, GP d'Espanya                   | 1988, 500cc, GP d'Espanya                   |
| 303   | NED  | Wilco Zeelenberg      | 1         | 1985–1995                               | 1990, 250cc, GP d'Alemanya                  | 1990, 250cc, GP d'Alemanya                  |
| 303   | GER  | Stefan Prein          | 1         | 1985–1995                               | 1990, 125cc, GP de Iugoslàvia               | 1990, 125cc, GP de Iugoslàvia               |
| 303   | ITA  | Bruno Casanova        | 1         | 1986–1994                               | 1992, 125cc, GP d'Alemanya                  | 1992, 125cc, GP d'Alemanya                  |
| 303   | JPN  | Nobuatsu Aoki         | 1         | 1990–2007                               | 1993, 250cc, GP de Malàisia                 | 1993, 250cc, GP de Malàisia                 |
| 303   | CAT  | Alberto Puig          | 1         | 1987–1997                               | 1995, 500cc, GP d'Espanya                   | 1995, 500cc, GP d'Espanya                   |
| 303   | ITA  | Ivan Goi              | 1         | 1996–2002                               | 1996, 125cc, GP d'Àustria                   | 1996, 125cc, GP d'Àustria                   |
| 303   | ITA  | Marcellino Lucchi     | 1         | 1982–2004                               | 1998, 250cc, GP d'Itàlia                    | 1998, 250cc, GP d'Itàlia                    |
| 303   | NZL  | Simon Crafar          | 1         | 1993 1998–1999                          | 1998, 500cc, GP de Gran Bretanya            | 1998, 500cc, GP de Gran Bretanya            |
| 303   | FRA  | Régis Laconi          | 1         | 1992–2000 2002                          | 1999, 500cc, GP de la Comunitat Valenciana  | 1999, 500cc, GP de la Comunitat Valenciana  |
| 303   | UK   | Jeremy McWilliams     | 1         | 1993–2005 2007 2014                     | 2001, 250cc, Dutch TT                       | 2001, 250cc, Dutch TT                       |
| 303   | JPN  | Osamu Miyazaki        | 1         | 1991–2002                               | 2002, 250cc, GP del Japó                    | 2002, 250cc, GP del Japó                    |
| 303   | GER  | Steve Jenkner         | 1         | 1996–2005                               | 2003, 125cc, Dutch TT                       | 2003, 125cc, Dutch TT                       |
| 303   | ESP  | Pablo Nieto           | 1         | 1998–2008                               | 2003, 125cc, GP de Portugal                 | 2003, 125cc, GP de Portugal                 |
| 303   | ITA  | Andrea Ballerini      | 1         | 1995–2006                               | 2003, 125cc, GP d'Austràlia                 | 2003, 125cc, GP d'Austràlia                 |
| 303   | AUS  | Troy Bayliss          | 1         | 1997 2003–2006                          | 2006, MotoGP, GP de la Comunitat Valenciana | 2006, MotoGP, GP de la Comunitat Valenciana |
| 303   | AUS  | Chris Vermeulen       | 1         | 2005–2009 2012                          | 2007, MotoGP, GP de França                  | 2007, MotoGP, GP de França                  |
| 303   | JPN  | Tomoyoshi Koyama      | 1         | 2000–2012 2014–2015                     | 2007, 125cc, GP de Catalunya                | 2007, 125cc, GP de Catalunya                |
| 303   | JPN  | Shoya Tomizawa        | 1         | 2006–2010                               | 2010, Moto2, GP de Qatar                    | 2010, Moto2, GP de Qatar                    |
| 303   | FRA  | Jules Cluzel          | 1         | 2005–2011                               | 2010, Moto2, GP de Gran Bretanya            | 2010, Moto2, GP de Gran Bretanya            |
| 303   | CZE  | Karel Abraham         | 1         | 2005–2015 2017–2019                     | 2010, Moto2, GP de la Comunitat Valenciana  | 2010, Moto2, GP de la Comunitat Valenciana  |
| 303   | USA  | Ben Spies             | 1         | 2008–2013                               | 2011, MotoGP, Dutch TT                      | 2011, MotoGP, Dutch TT                      |
| 303   | ITA  | Michele Pirro         | 1         | 2003–2006 2010–2023                     | 2011, Moto2, GP de la Comunitat Valenciana  | 2011, Moto2, GP de la Comunitat Valenciana  |
| 303   | FRA  | Louis Rossi           | 1         | 2007–2008 2010–2015                     | 2012, Moto3, GP de França                   | 2012, Moto3, GP de França                   |
| 303   | SUI  | Dominique Aegerter    | 1         | 2006–2020                               | 2014, Moto2, GP d'Alemanya                  | 2014, Moto2, GP d'Alemanya                  |
| 303   | BEL  | Xavier Siméon         | 1         | 2010–2018                               | 2015, Moto2, GP d'Alemanya                  | 2015, Moto2, GP d'Alemanya                  |
| 303   | BEL  | Livio Loi             | 1         | 2013–2018                               | 2015, Moto3, GP d'Indianapolis              | 2015, Moto3, GP d'Indianapolis              |
| 303   | GER  | Philipp Öttl          | 1         | 2012–2019                               | 2018, Moto3, GP d'Espanya                   | 2018, Moto3, GP d'Espanya                   |
| 303   | TUR  | Can Öncü              | 1         | 2018–2019                               | 2018, Moto3, GP de la Comunitat Valenciana  | 2018, Moto3, GP de la Comunitat Valenciana  |
| 303   | JPN  | Kaito Toba            | 1         | 2017–2023                               | 2019, Moto3, GP de Qatar                    | 2019, Moto3, GP de Qatar                    |
| 303   | JPN  | Tetsuta Nagashima     | 1         | 2013–2014 2016–2022                     | 2020, Moto2, GP de Qatar                    | 2020, Moto2, GP de Qatar                    |
| 303   | ZAF  | Darryn Binder         | 1         | 2015–                                   | 2020, Moto3, GP de Catalunya                | 2020, Moto3, GP de Catalunya                |
| 303   | CAT  | Xavier Artigas        | 1         | 2019 2021–2024                          | 2021, Moto3, GP de la Comunitat Valenciana  | 2021, Moto3, GP de la Comunitat Valenciana  |
| 303   | BRA  | Eric Granado          | 1         | 2012–2014 2017–2018 2023–               | 2023, MotoE, GP d'Itàlia C2                 | 2023, MotoE, GP d'Itàlia C2                 |
| 303   | SUI  | Randy Krummenacher    | 1         | 2006–2015 2023                          | 2023, MotoE, GP de Gran Bretanya C1         | 2023, MotoE, GP de Gran Bretanya C1         |
| 303   | BRA  | Diogo Moreira         | 1         | 2022–                                   | 2023, Moto3, GP d'Indonèsia                 | 2023, Moto3, GP d'Indonèsia                 |
| 303   | ITA  | Alessandro Zaccone    | 1         | 2022–                                   | 2024, MotoE, Dutch TT C2                    | 2024, MotoE, Dutch TT C2                    |

## Victòries per nacionalitat
A 16 de març de 2025
| Rànq. | País            | Victòries | Pilots |
| ----- | --------------- | --------- | ------ |
| 1     | Itàlia          | 925       | 91     |
| 2     | Països Catalans | 564       | 43     |
| 3     | Regne Unit      | 418       | 54     |
| 4     | Catalunya       | 321       | 23     |
| 5     | Austràlia       | 189       | 20     |
| 5     | Espanya         | 189       | 15     |
| 7     | Japó            | 188       | 38     |
| 8     | Alemanya        | 176       | 27     |
| 9     | Estats Units    | 175       | 13     |
| 10    | País Valencià   | 139       | 15     |
| 11    | Illes Balears   | 104       | 5      |
| 12    | França          | 99        | 25     |
| 13    | Suïssa          | 79        | 11     |
| 14    | Rhodesia        | 70        | 3      |
| 15    | Països Baixos   | 59        | 15     |
| 16    | Sud-àfrica      | 57        | 5      |
| 17    | Finlàndia       | 40        | 4      |
| 18    | Veneçuela       | 35        | 3      |
| 19    | Nova Zelanda    | 31        | 7      |
| 20    | Suècia          | 23        | 3      |
| 21    | Colòmbia        | 18        | 1      |
| 22    | Portugal        | 17        | 1      |
| 23    | San Marino      | 16        | 2      |
| 24    | RDA             | 15        | 1      |
| 25    | Àustria         | 13        | 5      |
| 25    | Hongria         | 13        | 2      |
| 27    | Brasil          | 10        | 4      |
| 28    | Argentina       | 9         | 3      |
| 28    | Bèlgica         | 9         | 4      |
| 30    | Irlanda         | 8         | 2      |
| 31    | Txecoslovàquia  | 4         | 1      |
| 31    | Turquia         | 4         | 2      |
| 31    | País Basc       | 4         | 2      |
| 34    | Canadà          | 3         | 1      |
| 34    | Txèquia         | 3         | 2      |
| 36    | Malàisia        | 2         | 1      |
| 36    | Tailàndia       | 2         | 1      |

Notes
1. ↑   El total de 564 victòries imputades als Països Catalans correspon a la suma de les aconseguides per pilots de Catalunya (321), País Valencià (139) i Illes Balears (104).
2. ↑   No s'hi compten les aconseguides per pilots dels Països Catalans o del País Basc (sumant-les-hi, el total és de 757 victòries de 60 pilots).

## Rècords
Acabada la temporada del 2014, els rècords més significatius pel que fa als vencedors eren aquests:
- Giacomo Agostini és qui ostenta el rècord de victòries en Gran Premi (122).
- Loris Capirossi és qui ha trigat més anys entre la seva primera victòria (1990) i la darrera (2007), amb un total de 17 anys, 1 mes i 18 dies.
- Scott Redding és el guanyador més jove, en haver guanyat el GP de Gran Bretanya de 125cc del 2008 a 15 anys i 170 dies d'edat.[3]
- Arthur Wheeler és el guanyador més gran, en haver guanyat el GP de l'Argentina de 250cc de 1962 a 46 anys.[4]
- Ralf Waldmann, amb 20 victòries, és qui més Grans Premis ha guanyat sense haver-se proclamat mai Campió del Món.[5]